# NNN第一テレビニュース
『第一テレビニュース』（だいいちテレビニュース）とは、静岡第一テレビで放送されていたローカルニュース番組である。
この項では、開局直後から放送されていた定時ニュースとしての同番組および、21時前（20時55分）から放送されている定時枠の双方について触れる。

## 開局直後からの定時ニュース
1979年の開局直後数年間は、昼の『NNN昼のニュース』、夕方の『NNNジャストニュース』に引き続き、正味2分程度のローカルニュースとしてこの番組が放送されていた。
月-金曜夕方の『第一テレビニュース』については1982年3月まで続けられ、その後同年4月、放送時間を17時45分からの15分枠に拡大した『Today静岡』へと移行した。

### 放送時間
- 午前 1979年7月 - 2005年9月 11:40 - 11:45（JST）
- 夕方 1979年7月 - 1982年3月 月-土曜 18:55 - 18:58、日曜 18:20 - 18:23（JST）

### キャスター
シフト持ち回り

## 20:55からの定時ニュース
1979年7月の開局時から2008年9月まで、20時55分から放送されていた定時ニュース枠については『NNNニューススポット』として日本テレビからのネット受けを主体として、不定期に県内ローカルニュースに差し替えるなどして放送されていたが、1985年頃、番組タイトルを『NNN第一テレビニュース』と改題し、（NNN冠はつくものの）静岡県内のローカルニュースに差し替えて放送していた（緊急時以外は一切ネットしていなかった。番組タイトルにNNN冠が残ったのは、この緊急時の差し替えを念頭に置いた可能性もある）。
その後、2008年10月より、番組タイトルを『FRONT ZERO』（フロント・ゼロ）と改題し、深夜の基幹ニュースのプレ枠的扱いとなった。番組内容はこれまで通り静岡県内のローカルニュースを1、2項目伝えている。
キー局である日本テレビが夜9時前のニュース枠から撤退した事もあり、この枠は完全ローカル対応となったが、基本的な番組フォーマットは『NNNニューススポット』時代を踏襲している。
なお、現在はテレビ朝日系である静岡朝日テレビ（当時：静岡県民放送）は開局後1年間に限り、NNN/NNSとの暫定クロスネットであった事から、同時間帯に『NNNニューススポット』をネットしていた。

### 放送時間
- 1979年7月1日 - 2008年9月 毎日 20:54 - 21:00（JST）

### キャスター
シフト持ち回り

## 関連番組
- NNNニューススポット
- Today静岡
- Todayしずおか
- NNN Todayしずおか
- しずおかプラス1
- News Wave
- ニュースプラス1しずおか
- Newsリアルタイムしずおか

| 静岡第一テレビ 昼のローカルニュース枠   | 静岡第一テレビ 昼のローカルニュース枠        | 静岡第一テレビ 昼のローカルニュース枠      |
| 前番組                                  | 番組名                                       | 次番組                                     |
| --------------------------------------- | -------------------------------------------- | ------------------------------------------ |
| 開局前につき無し                        | 第一テレビニュース                           | NNNニュースダッシュ （静岡ローカルパート） |
| 静岡第一テレビ 夕方のローカルニュース枠 |                                              |                                            |
| 開局前につき無し                        | 第一テレビニュース                           | Today静岡                                  |
| 静岡第一テレビ 20:54のニュース枠        |                                              |                                            |
| 開局前につき無し                        | NNN第一テレビニュース だいいちテレビニュース | FRONT ZERO                                 |